# Dolonembia tapirapae
Dolonembia tapirapae är en insektsart som beskrevs av Ross 2001. Dolonembia tapirapae ingår i släktet Dolonembia och familjen Archembiidae. Inga underarter finns listade i Catalogue of Life.